# Čagatajské jazyky
Čagatajské jazyky jsou podskupinou západoturkických jazyků.

## Dělení
- Ujgurské nebo Čagatajské
  -     - Západní
      - Uzbečtina

    - Východní
      - Ajnština
      - Čagatajština - vymřelá
      - Ili turečtina
      - Lopština
      - Tarančiština
      - Ujgurština
      - Staroturečtina - vymřelá